# Friedrich Franz II. (Mecklenburg)

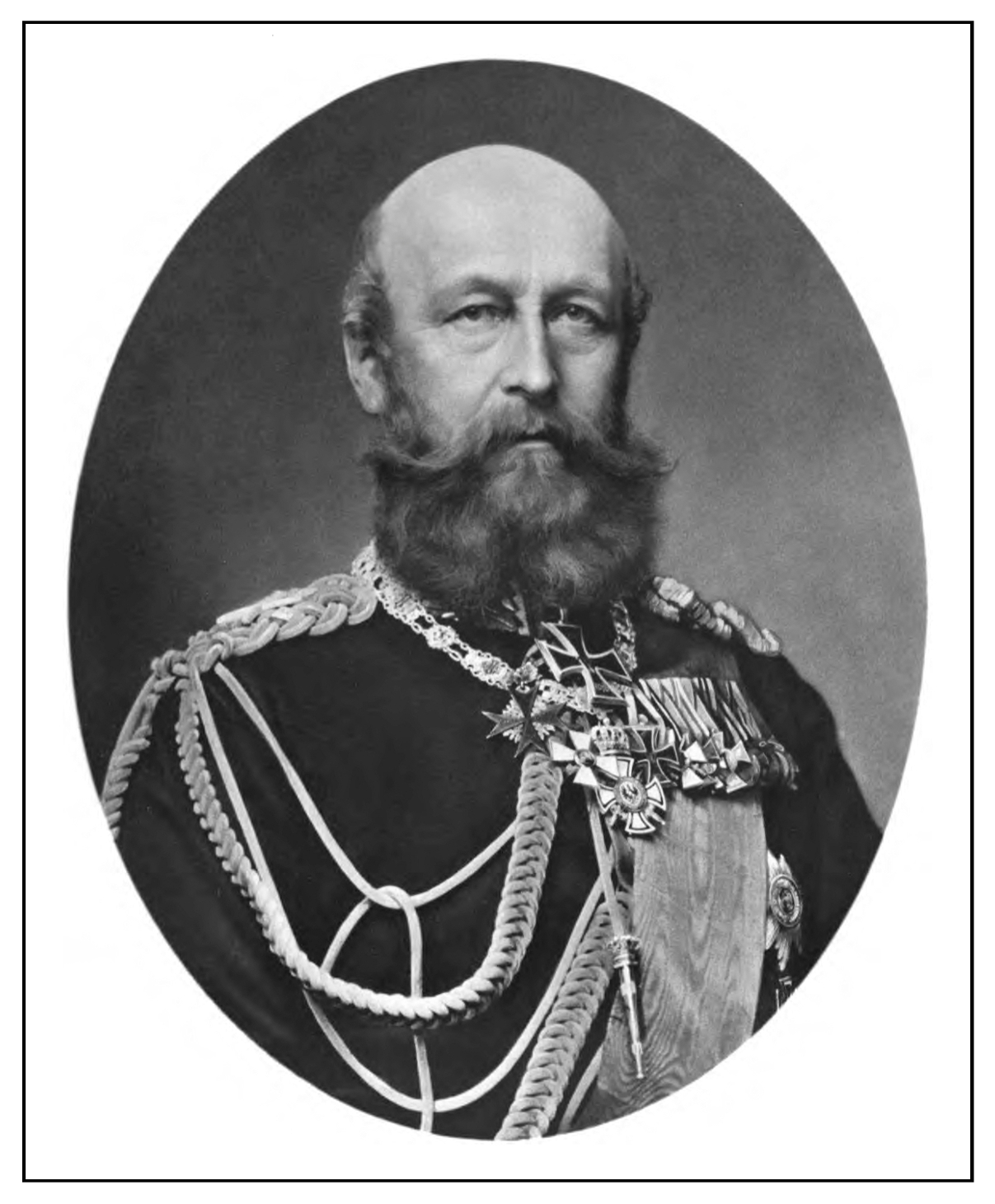
Großherzog Friedrich Franz II. von Mecklenburg [-Schwerin]

Friedrich Franz II., Großherzog von Mecklenburg [-Schwerin] (* 28. Februar 1823 in Ludwigslust; † 15. April 1883 in Schwerin) war von 1842 bis zu seinem Tod Großherzog von Mecklenburg im Landesteil Mecklenburg-Schwerin.

## Familie und Leben bis zum Regierungsantritt
Friedrich Franz II. war der erstgeborene Sohn von Großherzog Paul Friedrich (1800–1842) und Alexandrine von Preußen (1803–1892), der vierten Tochter des preußischen Königs Friedrich Wilhelm III. (1770–1840) aus dessen Ehe mit Prinzessin Luise (1776–1810). Er war damit mütterlicherseits Neffe der preußischen Könige Friedrich Wilhelm IV. und Wilhelm I., des späteren Deutschen Kaisers.
Seine Kindheit verlebte Friedrich Franz mit seinen Eltern in Ludwigslust am Hofe seines Urgroßvaters, des regierenden Großherzogs Friedrich Franz I. Seit dem Regierungsantritt seines Vaters im Februar 1837 Erbgroßherzog, besuchte er ab November 1837 die Blochmannsche Erziehungsanstalt in Dresden und studierte im Anschluss daran Rechtswissenschaften in Bonn; das dort begonnene Studium brachte er an der Universität Rostock, der er eng verbunden blieb, erfolgreich zum Abschluss. Nach dem Tode seines Vaters 1842 wurde Friedrich Franz II. im Alter von 19 Jahren Großherzog von Mecklenburg-Schwerin.

## Regierungszeit

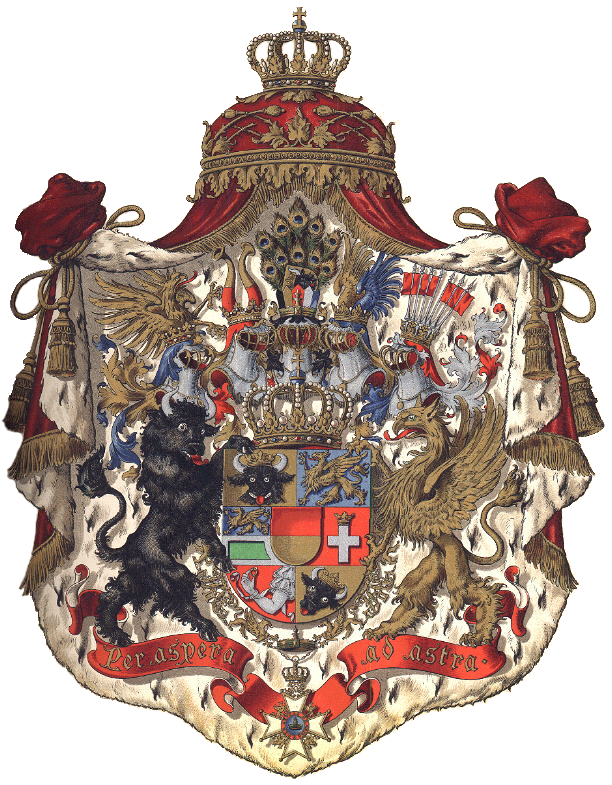
Wappen des Hauses Mecklenburg-Schwerin

### Politisches Wirken
In der Revolution von 1848/49 nahm Friedrich Franz eine kompromissbereite Haltung ein und erließ 1849 gegen die Interessen der eigenen Verwandten als „Staatsgrundgesetz“ eine liberale Verfassung für den von ihm regierten Landesteil, die allerdings auf Druck des Deutschen Bundes durch den Freienwalder Schiedsspruch 1850 wieder aufgehoben wurde.
Bis zu seinem Tode galt er als beliebter Fürst, nicht zuletzt wegen seiner Unterstützung der Verfassung von 1849.
Während seiner über 40 Jahre andauernden Regierungszeit initiierte er zahlreiche Reformen, darunter die Reform des Justizwesens, die Umgestaltung der Landes-Gendarmerie, die innere Reform der Landeskirche und die Verbesserung des Krankenhauswesens des Landes. Auch der Ausbau der Verkehrswege im Lande wurde kontinuierlich fortgeführt; bis 1882 waren 1500 km befestigte Straße geschaffen worden und die Friedrich-Franz-Bahn war auf mehreren Strecken in Betrieb.

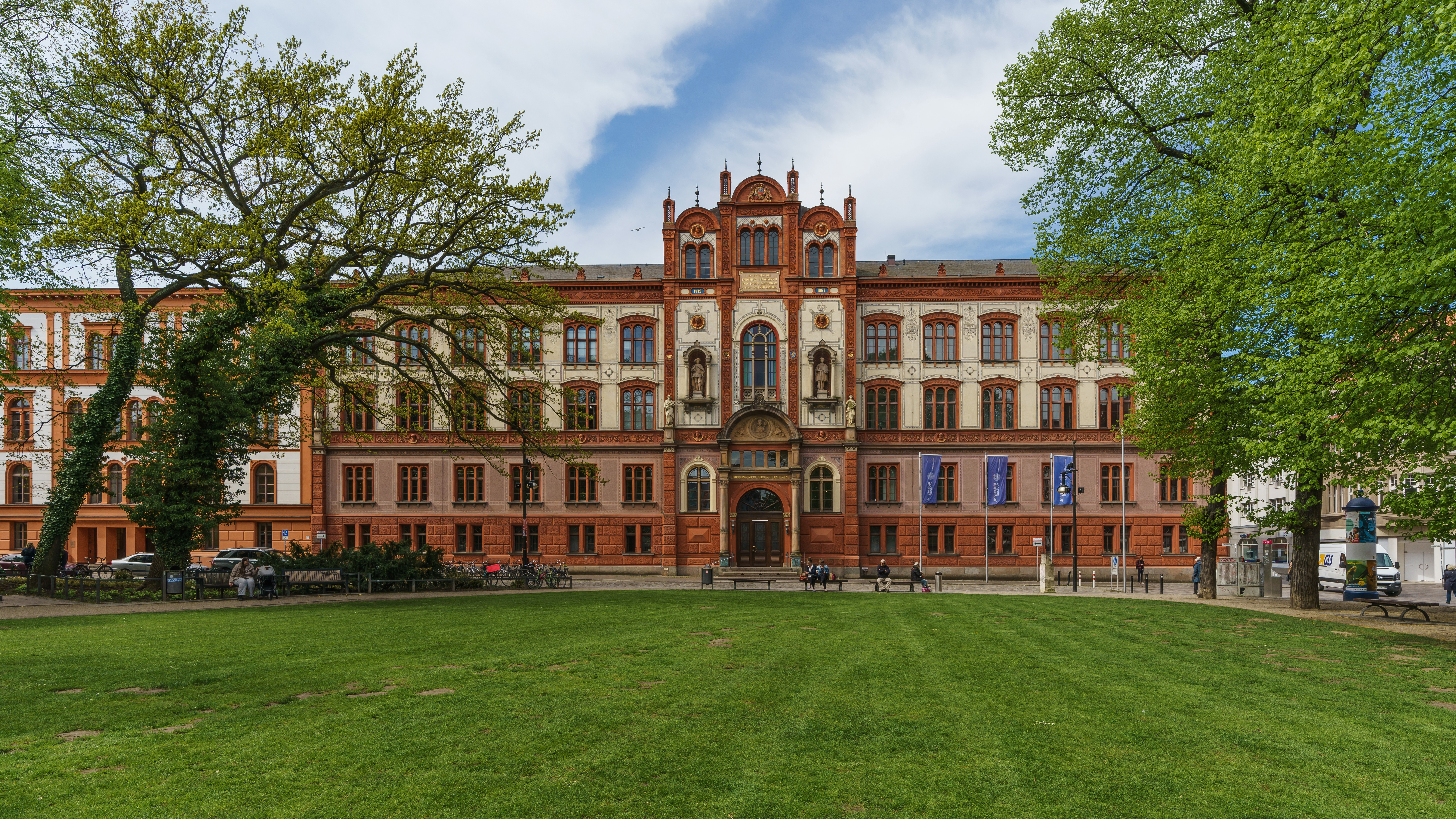
Hauptgebäude der Universität Rostock

Systematische Förderung erfuhr ferner die Universität Rostock, als deren Kanzler der Großherzog fungierte. Die bereits 1419 gegründete Hochschule, die im 17. und 18. Jahrhundert einen Niedergang erlebt hatte, wurde durch die Einrichtung neuer Lehrstühle und Institute und den Bau zahlreicher neuer Gebäude, darunter das Hauptgebäude, in die Lage versetzt, wieder zu den übrigen deutschen Universitäten aufzuschließen. 1879 gründete er am Ort seiner Sommerresidenz in Bad Doberan ein Progymnasium, dem sein Sohn 1883 nach dem Tod des Vaters den Namen Friderico-Francisceum verlieh.

### Militärisches Handeln
Die von seinem Vater Paul Friedrich begonnenen Militärreformen wurden durch Friedrich Franz II. fortgeführt. Unter seiner Leitung wurden die militärischen Verbände des Landes reorganisiert. Am 24. Juli 1868 schloss Mecklenburg-Schwerin eine Militärkonvention mit Preußen, die den Übertritt der Offiziere in die preußische Armee regelte; später traten die mecklenburgischen Truppen vollständig in den Etat der preußischen Armee.
Kurz nach seinem Regierungsantritt wurde der junge Großherzog am 19. März 1842 von seinem Onkel, dem preußischen König Friedrich Wilhelm IV., zum Chef des 24. Infanterie-Regiments ernannt, einhergehend mit der Beförderung zum Generalmajor. Am 12. März 1854 folgte die weitere Beförderung zum General der Infanterie.
Als er 1864 vor dem Deutsch-Dänischen Krieg vom preußischen König das Kommando über ein preußisches Armeekorps angeboten bekam, lehnte er ab. Grund war zum einen eine mögliche Bedrohung der mecklenburgischen Küste durch Dänemark; Mecklenburg verfügte über keine Flotte, die den Küstenschutz hätte gewährleisten können. Zum anderen war Friedrich Franz II. seit seiner Studienzeit in Bonn mit dem dänischen König befreundet. Der Großherzog verhielt sich wohl auch aus diesem Grund weitgehend neutral; seinem Wunsch entsprechend schloss er sich allerdings am 1. Februar 1864 dem preußischen Hauptquartier an und verfolgte im Stab des Generalfeldmarschalls von Wrangel das Kampfgeschehen. Nachfolgend wurden ihm die Schwerter zum Roten Adlerorden verliehen.
Im anschließenden Deutschen Krieg von 1866 führte er auf preußischer Seite das II. Reserve-Korps, welches im Raum Bayern zum Einsatz kam. Er erwies sich dabei als kompetenter Armeeführer und erhielt am 9. August 1866 den Orden Pour le Mérite verliehen.
Im Deutsch-Französischen Krieg von 1870/71 traf der Großherzog, nach Ausbleiben zuvor befürchteter französischer Landungsoperationen an der norddeutschen Küste, am 1. September 1870 am Kriegsschauplatz bei Metz ein. Er übernahm als Kommandierender General die Führung des XIII. Armee-Korps. Mitte September erhielt er von General von Moltke die Aufgabe, der auf Paris vorgehenden Hauptarmee des Kronprinzen Friedrich Wilhelm den Rücken zu sichern. Dafür erhielt er den Befehl über eine neue Armeeabteilung, bestehend aus dem bayerischen I. Armee-Korps, zwei preußischen Kavalleriedivisionen und dem eigenen XIII. Armee-Korps. Er konnte den Raum zwischen Chalons und Reims sichern und auch die rückwärtige Festung Toul besetzen. Nachdem auch Soissons bezwungen war, beteiligte er sich mit seinen Truppen Ende Oktober an der Belagerung von Paris.
Am 2. Dezember 1870 siegte seine Armee-Abteilung in der Schlacht bei Loigny und Poupry über die Franzosen unter General d’Aurelle de Paladines und besetzte am 5. Dezember Orléans. In der Schlacht von Le Mans vom 10. bis zum 12. Januar 1871 wurde unter dem Oberbefehl des Prinzen Friedrich Karl von Preußen die letzte französische Loire-Armee unter General Chanzy vollständig zerschlagen. Bei der Kaiserproklamation in Versailles am 18. Januar 1871 wurde Friedrich Franz II. von seinem Sohn Friedrich Franz vertreten. Seine Truppen rückten derweil noch über Alençon in die Normandie ein und besetzten am 25. Januar Rouen. Kaiser Wilhelm I. übertrug dem Großherzog nach dem Frieden am 16. Juni 1871 die II. Armee-Inspektion und ernannte ihn am 2. September 1873 zum Generalobersten der Infanterie im Range eines preußischen Generalfeldmarschalls. Zeitgleich wurde er zum russischen Generalfeldmarschall ernannt.

### Reisen
In den Jahren seiner Regierungszeit reiste er u. a. nach Russland, nach Italien und in den Orient.

## Ehen

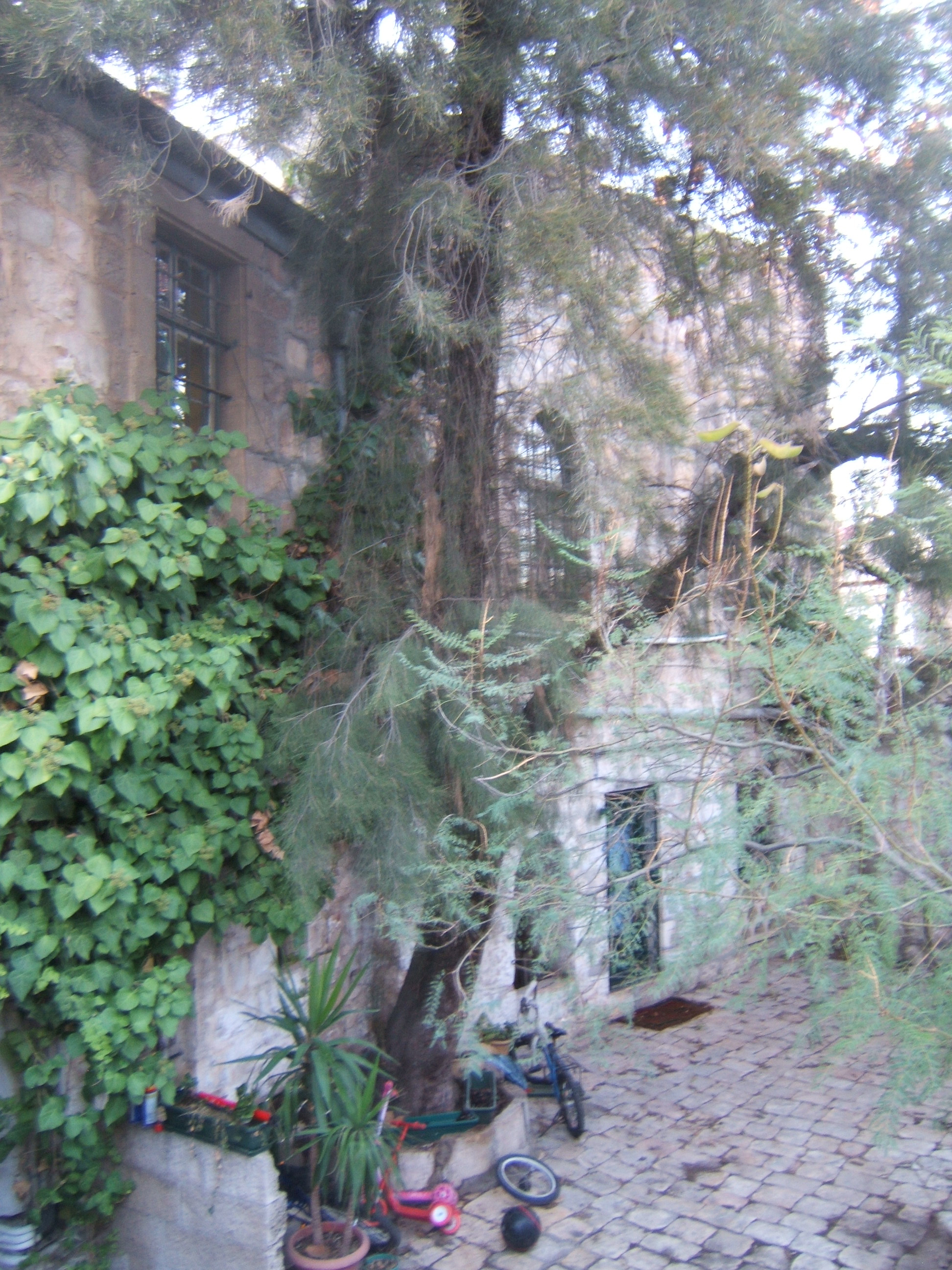
Friedrich Franz II. förderte das erste Kinderkrankenhaus in Palästina, das zu Ehren seiner Frau Marie benannte Kinderhospital Marienstift, in der Prophetenstraße 29 in Jerusalem.

Großherzog Friedrich Franz II. war dreimal verheiratet. Am 20. Oktober 1849 heiratete er Auguste Reuß zu Schleiz-Köstritz; aus dieser Verbindung gingen sechs Kinder hervor. Großherzogin Auguste starb 1862, nachdem sie sich von der Entbindung ihres letzten Kindes, des Herzogs Alexander, 1859 nicht mehr erholt hatte. 1864 heiratete der Großherzog die 21-jährige Prinzessin Anna von Hessen-Darmstadt, Tochter von Prinz Karl von Hessen-Darmstadt (1809–1877), die jedoch schon ein Jahr später nach der Geburt der Tochter Anna starb. Drei Jahre später heiratete er in Rudolstadt die 18-jährige Prinzessin Marie von Schwarzburg-Rudolstadt, Tochter von Prinz Adolf von Schwarzburg-Rudolstadt (1801–1875), die ihn um fast vier Jahrzehnte überlebte. Aus dieser Ehe gingen vier Kinder hervor.
Nachdem die großherzogliche Familie in den 1840er Jahren nur noch aus sechs Personen bestanden hatte, war damit ab den 1850er Jahren die Nachfolge des Hauses Mecklenburg-Schwerin gesichert.

## Nachkommen
Erste Ehe mit Auguste Reuß zu Schleiz-Köstritz (1822–1862), Tochter von Fürst Heinrich LXIII. Reuß zu Schleiz-Köstritz:
- Friedrich Franz III. (1851–1897)

⚭ 1879 Anastasia von Russland (1860–1922)
- Paul Friedrich (1852–1923)

⚭ 1881 Prinzessin Maria von Windisch-Graetz (1856–1929)
- Marie (1854–1920)

⚭ 1874 Großfürst Wladimir von Russland (1847–1909)
- Nikolaus (1855–1856)
- Johann Albrecht (1857–1920)

⚭ 1886 Prinzessin Elisabeth von Sachsen-Weimar-Eisenach (1854–1908)
⚭ 1909 Prinzessin Elisabeth zu Stolberg-Roßla (1885–1969)
- Alexander (1859–1859)

Zweite Ehe mit Anna von Hessen und bei Rhein (1843–1865), Tochter von Prinz Karl von Hessen-Darmstadt:
- Anna (1865–1882)

Dritte Ehe mit Marie von Schwarzburg-Rudolstadt (1850–1922), Tochter von Prinz Adolf von Schwarzburg-Rudolstadt:
- Elisabeth (1869–1955)[15]

⚭ 1896 Großherzog Friedrich August von Oldenburg (1852–1931)
- Friedrich Wilhelm (1871–1897)
- Adolf Friedrich (1873–1969)

⚭ 1917 Prinzessin Viktoria Feodora Reuß (1889–1918)
⚭ 1924 Elisabeth zu Stolberg-Roßla (1885–1969), Witwe seines Halbbruders Johann Albrecht.
- Heinrich (1876–1934)

⚭ 1901 Königin Wilhelmina der Niederlande (1880–1962)

## Denkmäler
- 1856 Gedenktafel am Hohen Dachstein
- 1877 Sandsteinrelief am Kriegerdenkmal 1870/71 in Malchin von Adolph Siegfried (zerstört)
- 1885 Sandsteinbüste in Dömitz von Paul Mowitz (zerstört)
- 1885 Bronzerelief am Kriegerdenkmal 1870/71 in Lübz von Ludwig Brunow
- 1887 Bronzebüste am 1862 von Ludwigslust nach Neukloster verlegten Lehrerseminar in Neukloster von Hugo Berwald (zerstört)
- 1890 Bronzebüste am Kriegerdenkmal 1870/71 in Penzlin (zerstört)
- 1892 Standbild (Kupfertreibarbeit) in der Fassade vom Rostocker Ständehaus von Ludwig Brunow
- 1893 Bronze-Reiterstandbild im Schlossgarten Schwerin von Ludwig Brunow
- 1893 Bronzerelief am Kriegerdenkmal 1870/71 in Laage von Hermann Hultzsch
- 1895 Bronzerelief am Kriegerdenkmal 1870/71 in Schwaan von Hermann Hultzsch
- 1897 Bronzerelief am Kriegerdenkmal 1870/71 in Vellahn (zerstört)
- 1898 Büstendenkmal im Kaiser-Wilhelm-Turm am Hallo in Essen-Stoppenberg von Ludwig Brunow (zerstört)
- 1902 Büste (Herme) in der Oberlausitzer Ruhmeshalle Görlitz von L. Brunow (zerstört)
- 1913 Bronzerelief am Kriegerdenkmal 1870/71 in Dargun (zerstört)

In Tempelhof bei Berlin wurde noch vor 1882 die Friedrich-Franz-Straße nach ihm benannt.

## Galerie

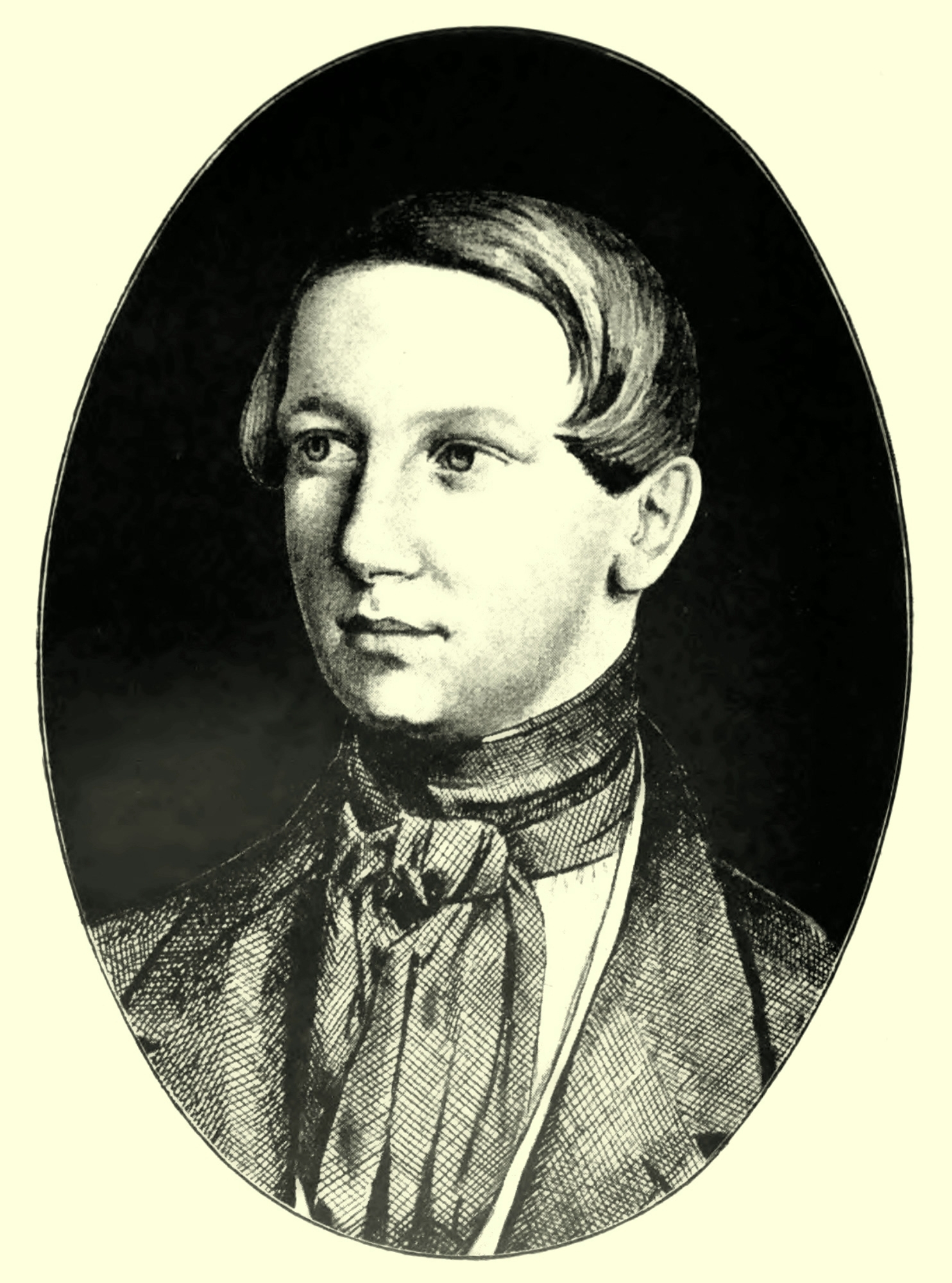
Erbgroßherzog Friedrich Franz II. als Student in Bonn im Jahr 1841.
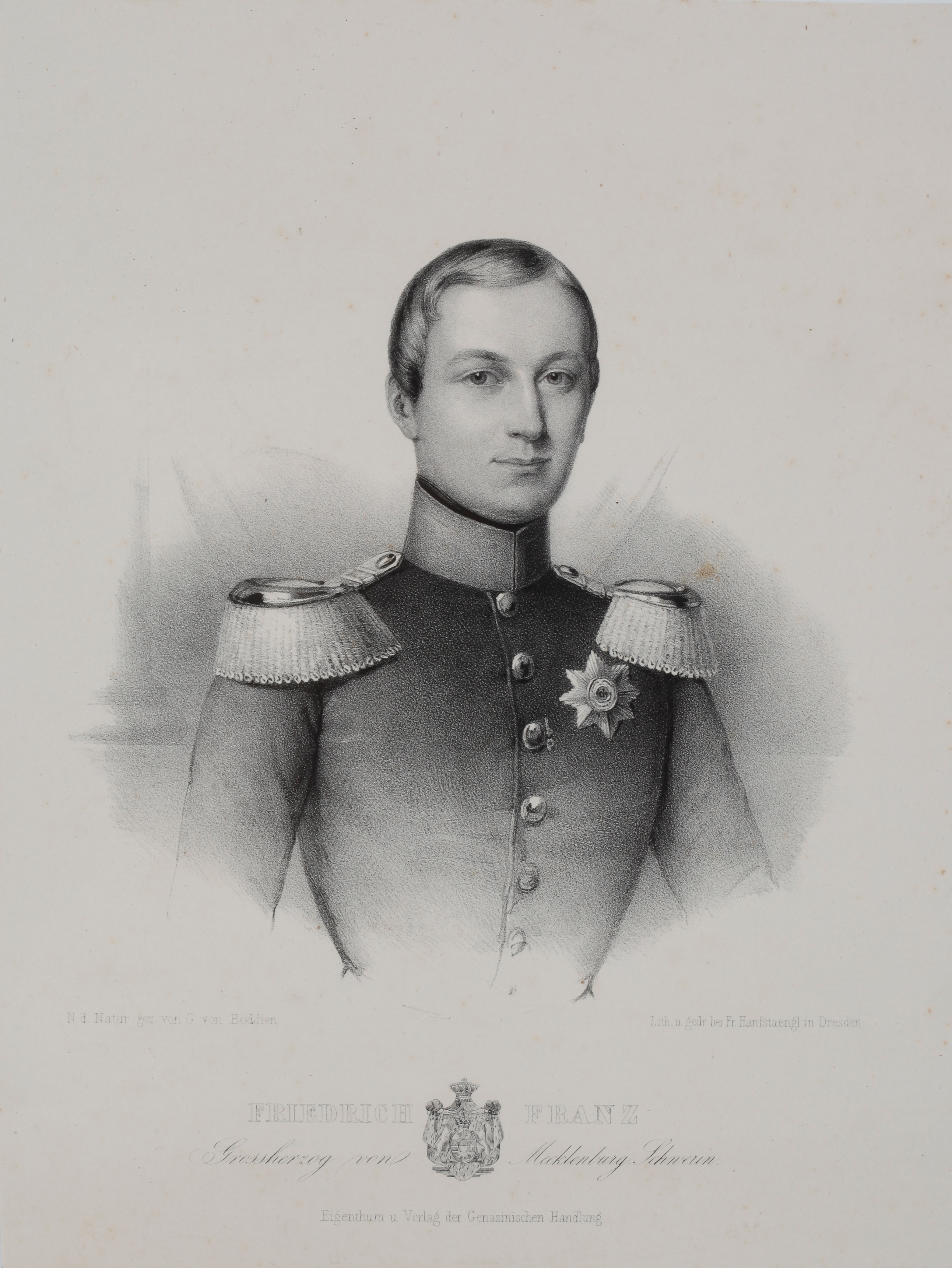
Friedrich Franz II. mit 19 Jahren zu seinem Regierungsantritt
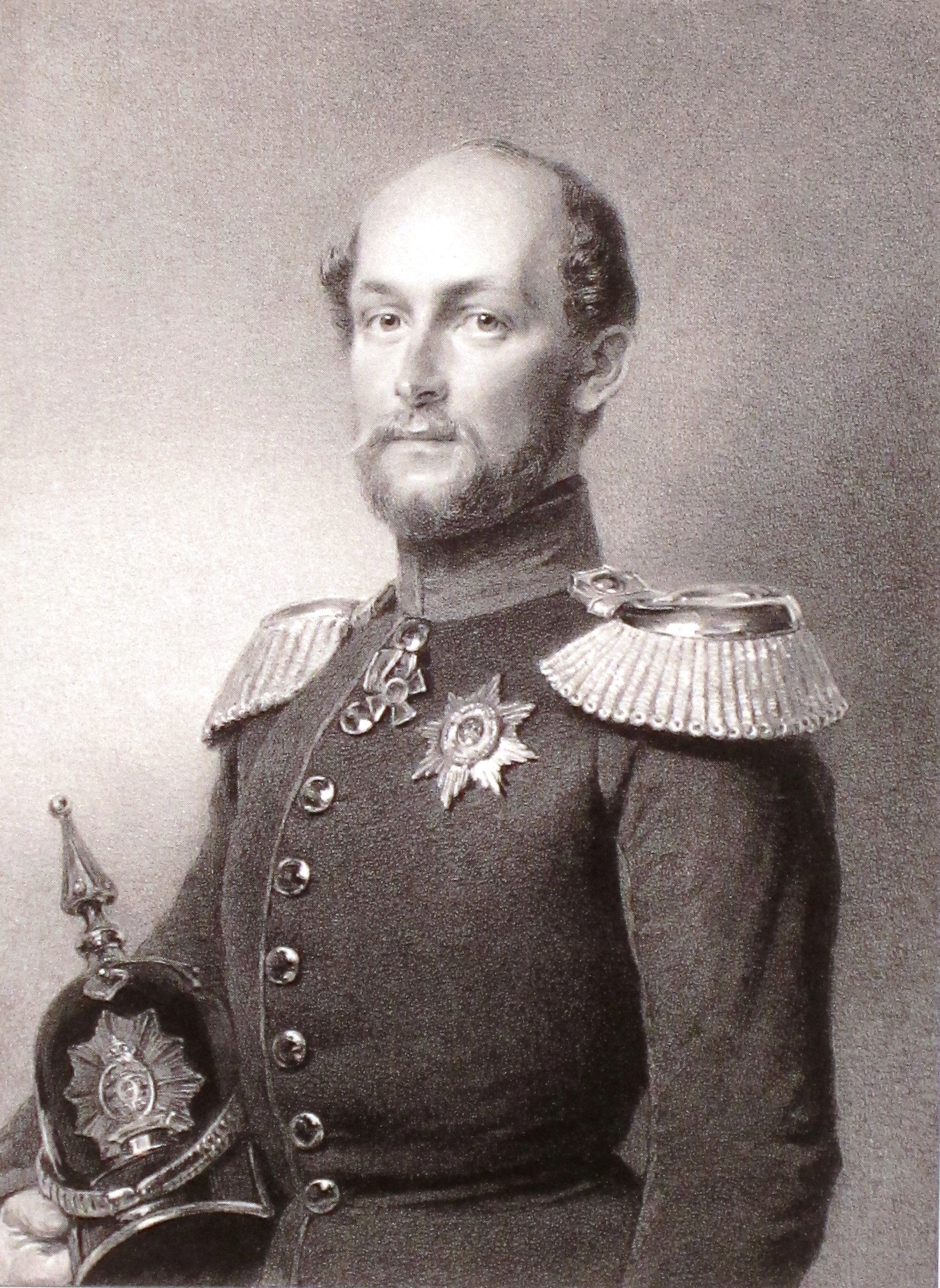
Großherzog Friedrich Franz II. um 1852
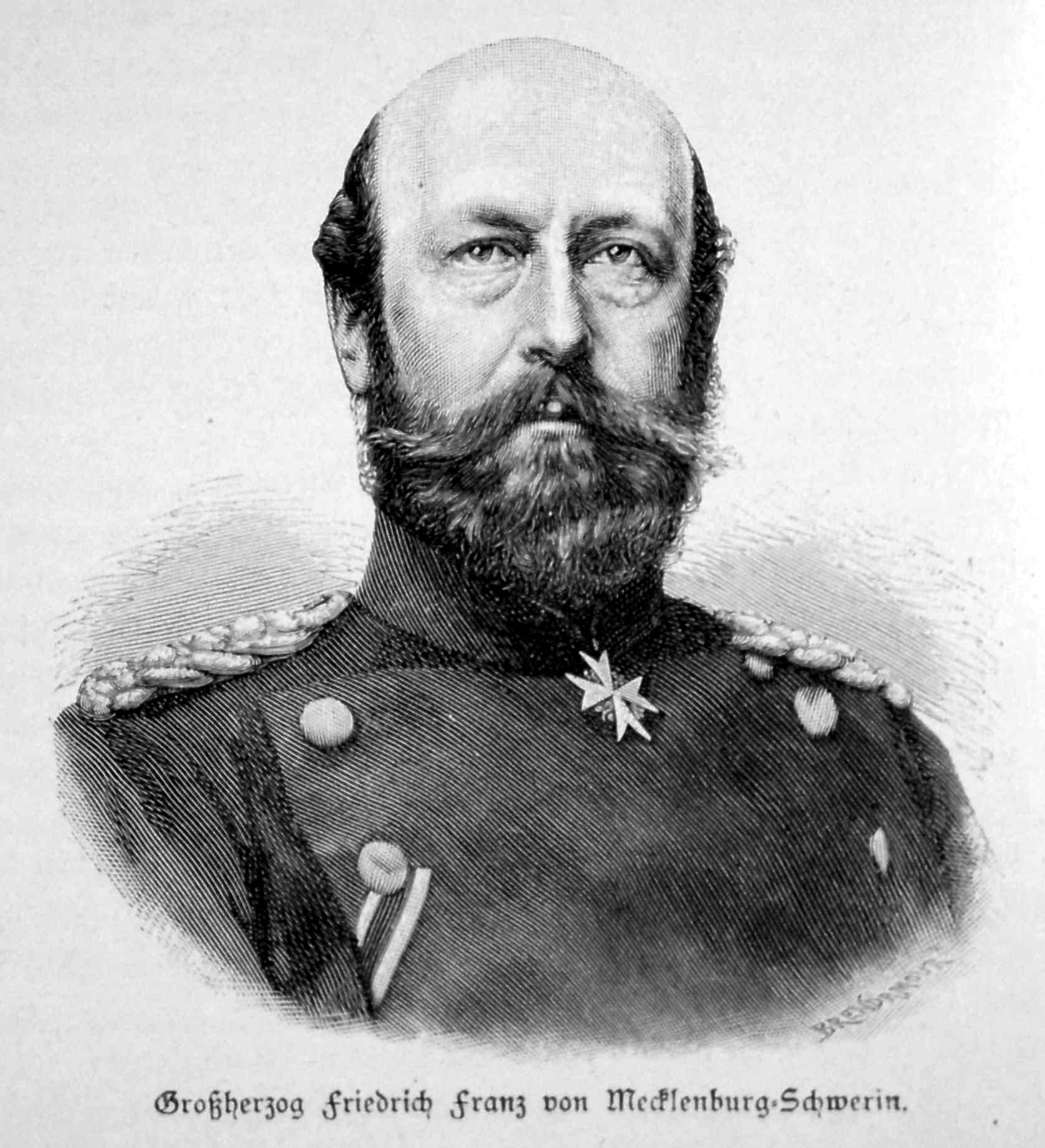
Der Großherzog als Kommandierender General des XIII. Armeekorps im Krieg von 1870/71
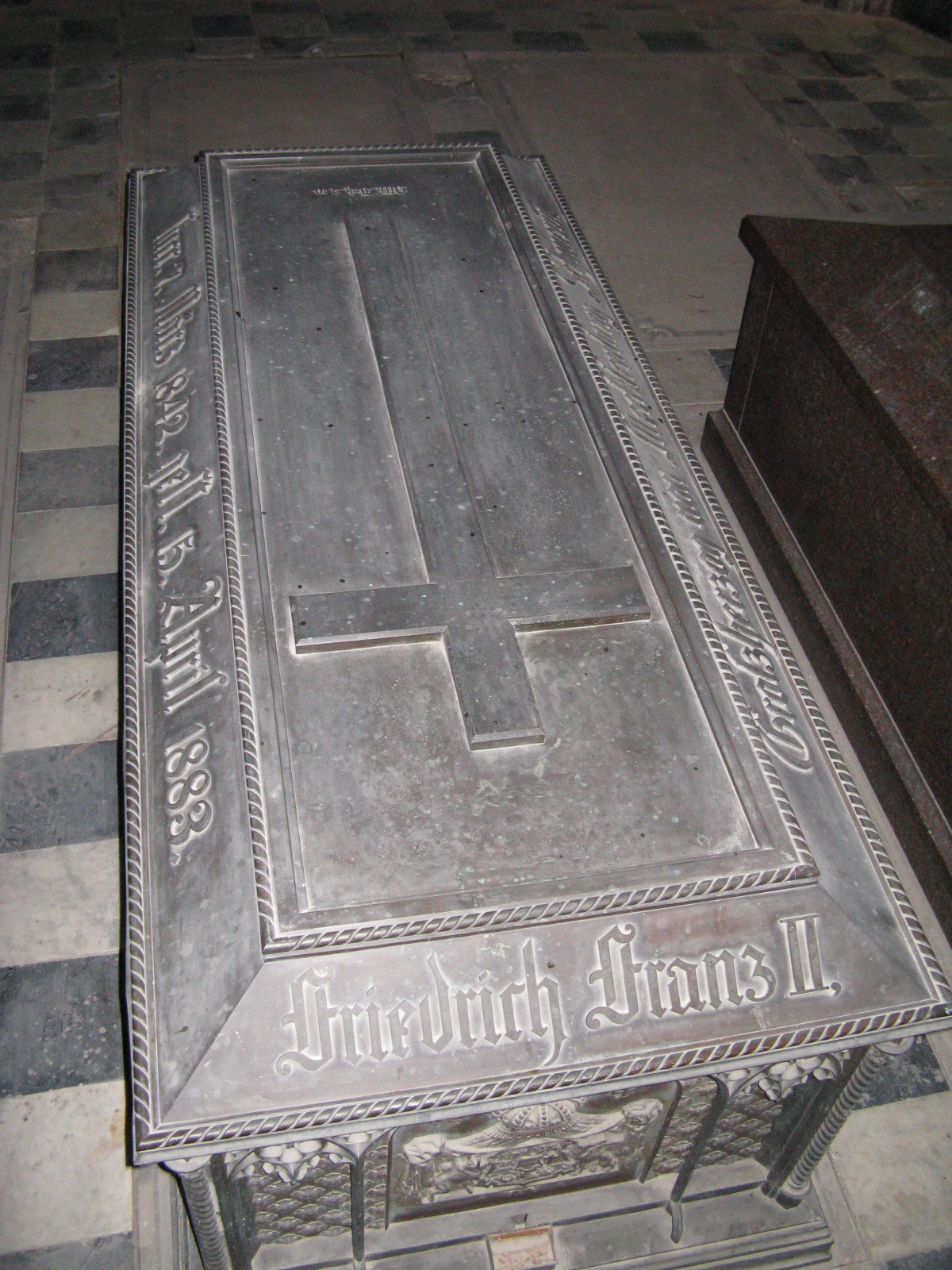
Sarkophag von Friedrich Franz II., im Schweriner Dom
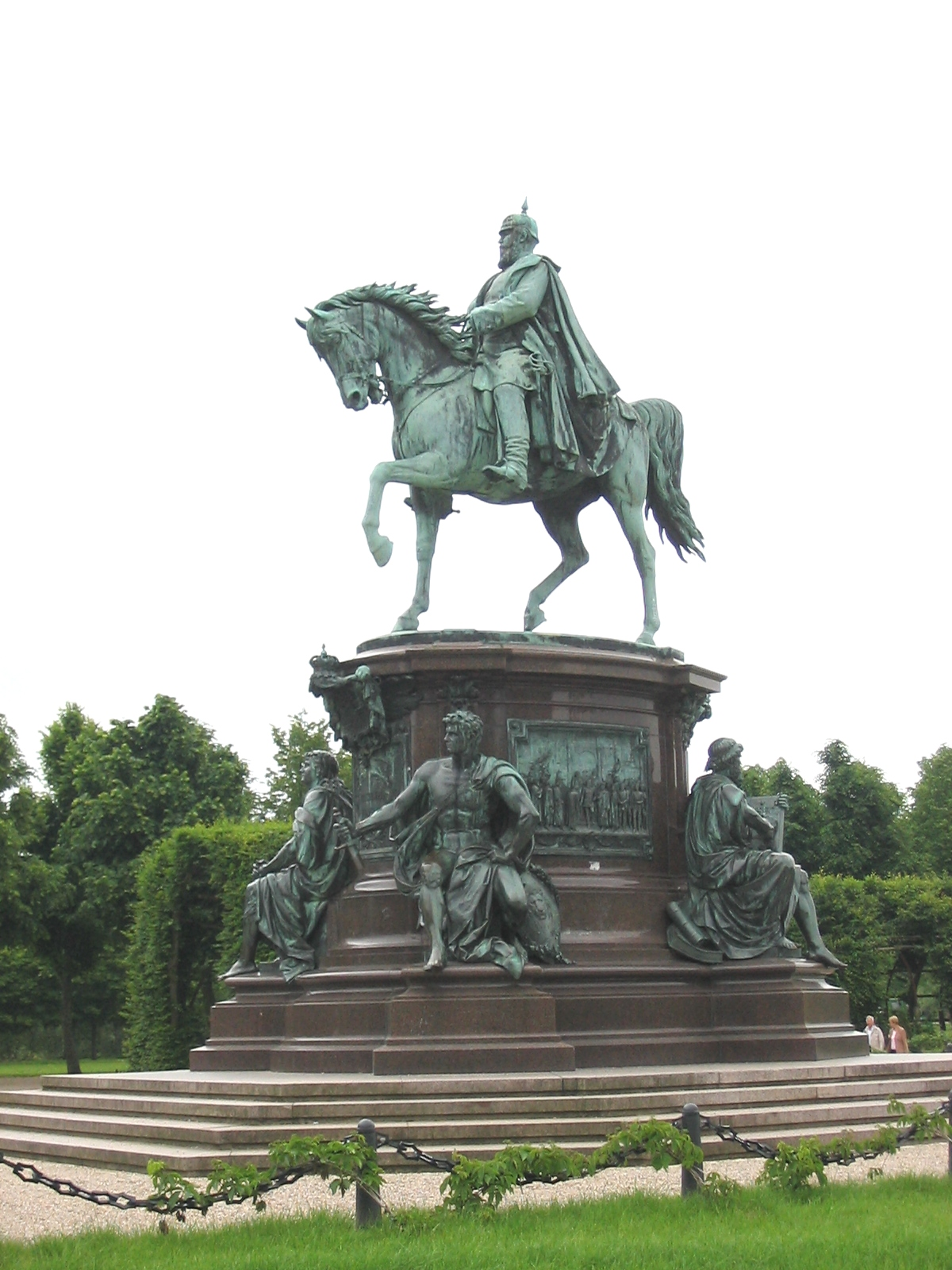
Reiterdenkmal in Schwerin
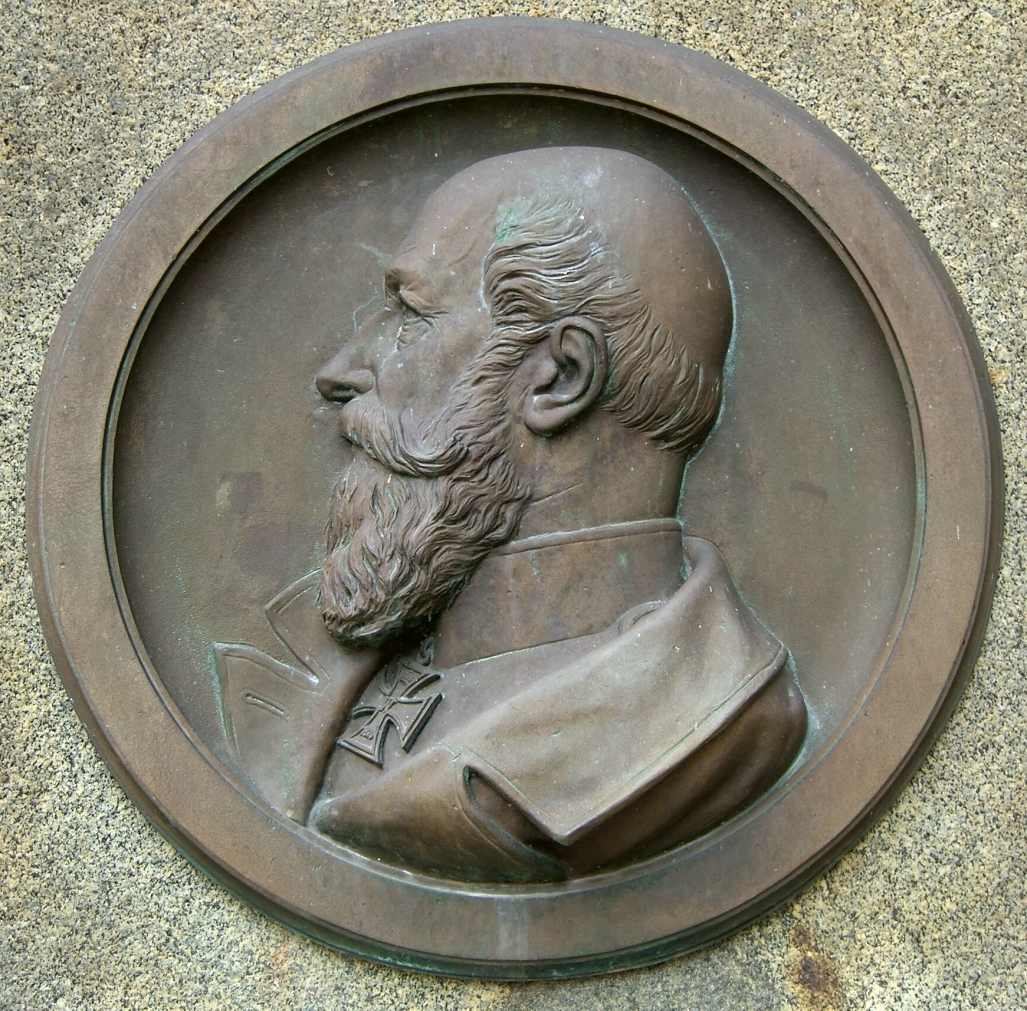
Bronzerelief des Großherzogs am Kriegerdenkmal 1870/71 in Lübz
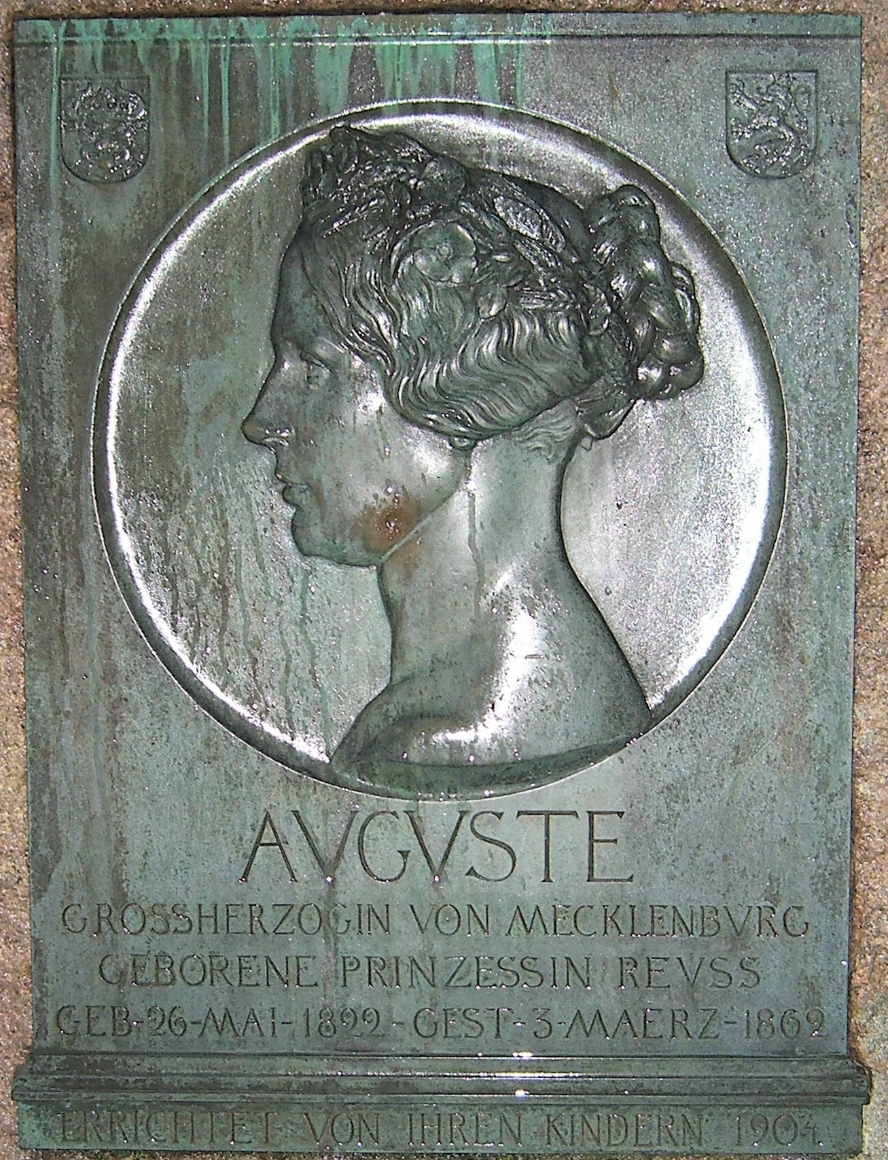
Auguste Reuß zu Schleiz-Köstritz (Bildhauer Wandschneider)
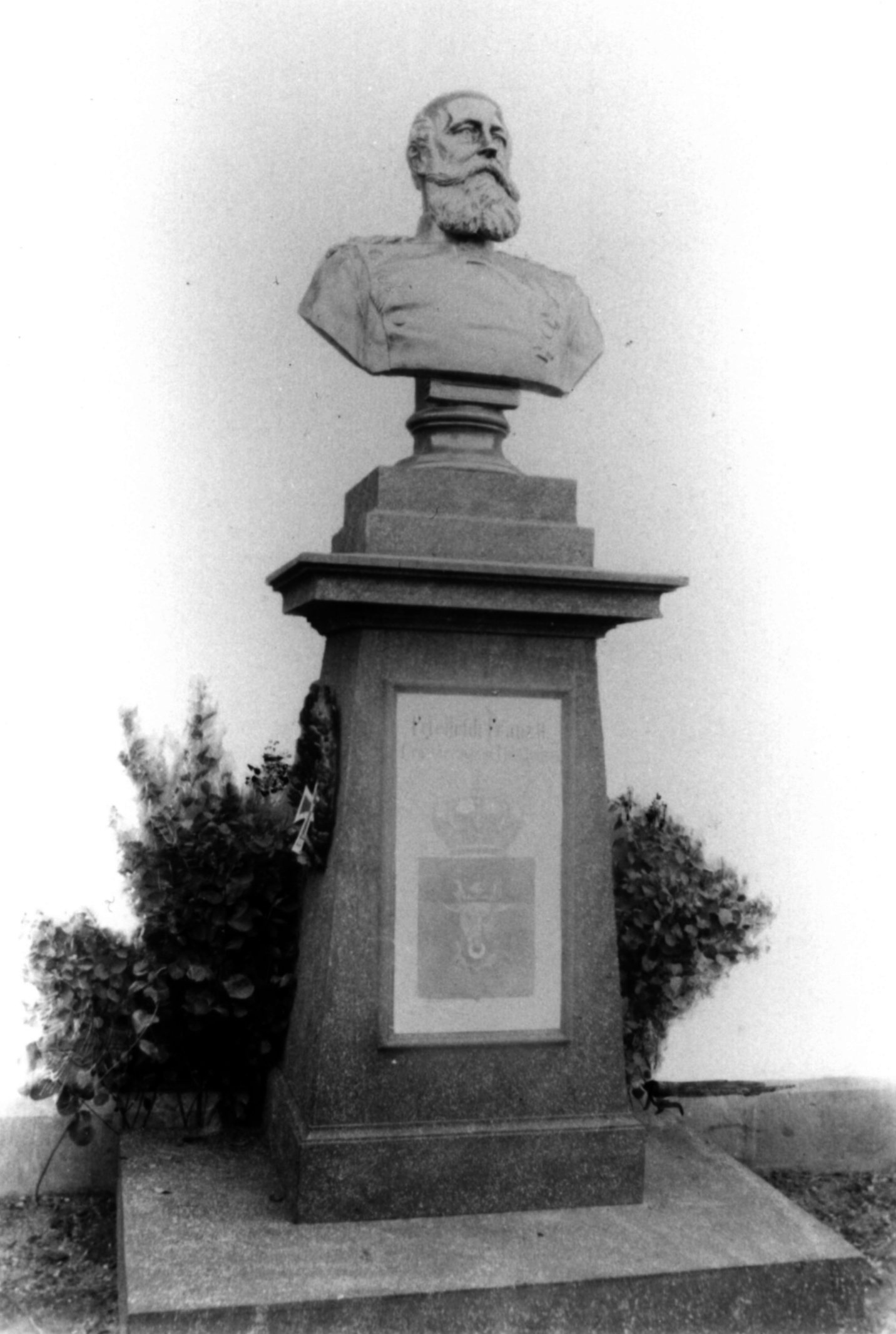
Büstendenkmal Großherzog Friedrich Franz II. in Essen-Stoppenberg

## Nachwirkungen
Das Staatliche Museum Schwerin ehrte den Erbauer der gegenüber dem Schweriner Schloss liegenden Staatsgalerie 2007 als Kunstförderer mit einer Ausstellung.